# Перрен, Ирина Владимировна
Ири́на Влади́мировна Перре́н (род. 23 февраля 1980, Ленинград) — российская артистка балета, прима-балерина Санкт-Петербургского Михайловского театра. Лауреат премии «Золотой софит» (2009), заслуженная артистка России (2010).

## Биография
В 1998 году окончила Академию русского балета им. А. Я. Вагановой по классу педагога Татьяны Удаленковой. После выпуска была принята в труппу Ленинградского Малого театра оперы и балета имени М. П. Мусоргского (с 2001 года — Михайловский театр), где её педагогом стала балерина Алла Осипенко.
В 2011 году приняла участие в шоу Первого канала «Болеро», где танцевала в паре с фигуристом Петром Чернышёвым.
Осенью 2016 года в Санкт-Петербурге открылась балетная студия Ирины Перрен и Марата Шемиунова «Парад Балет».

### Семья
С 2010 года замужем за премьером Михайловского театра, танцовщиком Маратом Шемиуновым. В декабре 2012 года у них родилась дочь Ева. В октябре 2017 года родился сын Рамиль.

## Репертуар
Санкт-Петербургский театр оперы и балета им. М. П. Мусоргского — Михайловский театр
1998
- Одетта и Одиллия, «Лебединое озеро», хореография М. Петипа и Л. Иванова в редакции Н. Боярчикова
- Седьмой вальс и Мазурка, «Шопениана», хореография М. Фокина

1999
- Принцесса Аврора и Фея Сирени, «Спящая красавица», хореография М. Петипа в редакции Ф. Лопухова, К. Сергеева, П. Гусева и Н. Боярчикова
- Медора, «Корсар», хореография М. Петипа, П. Гусева в редакции Н. Боярчикова
- Маргарита, она же Елена, «Фауст|Фауст (балет)|Фауст», балетмейстер Н. Боярчиков

2000
- Сильфида, «Сильфида», хореография А. Бурнонвиля
- Никия, «Баядерка», хореография М. Петипа, В. Чабукиани, К. Сергеева в редакции Н. Боярчикова

2001
- Солистка, Гран-па из балета «Пахита», хореография М. Петипа
- Золушка и Сестра Золушки, «Золушка», хореография Марии Бошаковой
- Гамзатти, «Баядерка», хореография М. Петипа, В. Чабукиани, К. Сергеева в редакции Н. Боярчикова
- Китри, «Дон Кихот», хореография М. Петипа и А. Горского, с добавлениями Н. Анисимовой, И. Бельского, Ф. Лопухова и Р. Гербека, редакция Н. Боярчикова

2002 
- Кагуя-химэ*, «Принцесса Луны, или История о старике Такэтори», хореография Н. Боярчикова при участии Г. Ковтуна

2006
- Раймонда, «Раймонда», хореография М. Петипа, Ф. Лопухова и К. Сергеева в редакции Г. Комлевой

2007 
- Жизель, «Жизель», хореография Ж. Коралли, Ж.-Ж. Перро и М. Петипа в редакции Н. Долгушина
- Магнолия, «Чиполлино», хореография Г. Майорова

2008
- Валерия*, «Спартак», хореография Г. Ковтуна
- Сабина, «Спартак», хореография Г. Ковтуна
- Джульетта, «Ромео и Джульетта», хореография О. Виноградова
- Маша, «Щелкунчик», хореография Н. Боярчикова
- Жена мавра, «Павана мавра», хореография Х. Лимона

2009
- Медора**, «Корсар», хореография М. Петипа и П. Гусева в редакции Ф. Рузиматова
- Одетта и Одиллия, «Лебединое озеро», хореография М. Петипа, Л. Иванова и А. Горского в редакции М. Мессерера

2010
- Лауренсия**, «Лауренсия», хореография В. Чабукиани в редакции М. Мессерера
- Солистка*, «Минорные сонаты», хореография В. Самодурова

2011
- Солистка, «В лесу», хореография Начо Дуато
- Солистка*, «Без слов», хореография Начо Дуато
- Солистка, Nunc dimittis, хореография Начо Дуато
- Солистка*, «Прелюдия», хореография Начо Дуато
- Солистка, «Белая тьма», хореография Начо Дуато
- Принцесса Аврора*, «Спящая красавица», хореография Начо Дуато

2012
- Солистка**, «Многогранность. Формы тишины и пустоты», хореография Начо Дуато

2013
- Маша, «Щелкунчик», хореография Начо Дуато

2014
- Диана Мирей, «Пламя Парижа», хореография В. Вайнонена в редакции М. Мессерера

2016
- Солистка*, «Морфий», хореография Ивана Васильева (премьера 15 апреля 2016 в Эрмитажном театре)
- Солистка*, «Слепая связь», хореография Ивана Васильева (премьера 15 апреля 2016 в Эрмитажном театре)
- Джульетта, «Ромео и Джульетта», хореография Начо Дуато
- Бэлл, Жена Боба Крэтчита*, «Рождественская история», хореография Ивана Васильева

(*) — первая исполнительница партии
(**) — первая исполнительница партии в данной постановке

## Награды и премии
- 2002 — золотая медаль Международного конкурса артистов балета в Риети
- 2002 — I премия и Золотая медаль Открытого российского конкурса артистов балета России «Арабеск», Пермь[5]
- 2009 — высшая театральная премия Санкт-Петербурга «Золотой софит» в номинации «Лучшая женская роль в балетном спектакле» (за партию Медоры в балете «Корсар», хореография М. Петипа и П. Гусева в редакции Ф. Рузиматова)[6]
- 2010 — заслуженная артистка России[7]
- 2010 — «Душа танца», приз журнала «Балет» (в номинации «Звезда»)[8]